# Kōhei Hattanda
Kōhei Hattanda (八反田 康平?, Hattanda Kōhei; Kagoshima, 8 gennaio 1990) è un calciatore giapponese, centrocampista dello J-Lease.

## Palmarès

### Nazionale
- Universiadi:   1

Shenzen 2011